# 宋煦伯
宋煦伯（Hubert L Sone）美国监理会传教士。
1920年，宋煦伯夫妇受美国监理会差遣，前往中国传教，驻苏州。在1922年中华监理公会第37次年议会上，宋煦伯被任命为湖州三余社会堂社交部主任。后调往南京，担任金陵神学院教授。
宋煦伯在莫干山建造了避暑别墅，并担任避暑会秘书。
1937年日军破城之前，宋煦伯作为留守南京的外侨之一，参与创立南京安全区国际委员会。1938年至1940年，宋煦伯负责组织开办了五期平信徒领袖训练班。
1950年代，金陵神学院对毕范宇、宋煦伯等西教士进行批判。